# تأمين على الحياة
التأمين على الحياة وهو عقد يُبرم بين صاحب بوليصة التأمين وشركة التأمين أو المؤمِّن، تتعهد فيه شركة التأمين بدفع مبلغ من المال (استحقاق) عند وفاة الشخص المؤمّن عليه مقابل أقساط تأمين يدفعها المؤمن عليه لشركة التأمين بشكل منتظم أو كدفعة إجمالية واحدة. وحسب نوع عقد التأمين يمكن أن يغطي التأمين الحالات الأخرى مثل المرض العضال أو المرض الحرج إذ تدفع شركة التأمين استحقاقًا معينًا للشخص المؤمّن عليه. ويضمن التأمين على الحياة النفقات الأخرى مثل مصاريف الجنازة.
تُعتبر بوليصة التأمين وثيقة رسمية وتحدد بنودها قيود الحوادث التي يشملها التأمين. وتُدوَّن غالبًا استثناءات محددة في العقد لتُخلي شركة التأمين المسؤولية عنها ومن الأمثلة على هذه الاستثناءات، الادعاءات المتعلقة بالانتحار والاحتيال والحرب وأعمال الشغب والفوضى الشعبية.
تتشابه وسائل التأمين على الحياة الحديثة مع صناعة إدارة الأصول، إذ تقوم الشركات بتنويع عروضها مضيفةً التأمين على التقاعد مثل المعاشات.
تنقسم وثائق التأمين على الحياة إلى نوعين رئيسين:
- التأمين على الحماية: يقدم إعانة مالية تدفع لمرة واحدة كمبلغ إجمالي في حالة حادث معين. الشكل الشائع
- الأكثر شيوعًا في السنوات الماضية- هو بوليصة التأمين على الحياة لفترة محدودة.
- التأمين على الاستثمار: الهدف الرئيسي من هذه البوليصة هو تسهيل نمو رأس المال عن طريق أقساط منتظمة أو فردية. الأشكال الشائعة (في الولايات المتحدة) هي التأمين مدى الحياة والتأمين الشامل على الحياة والتأمين على الحياة بشروط متغيرة.

## نبذة تاريخية

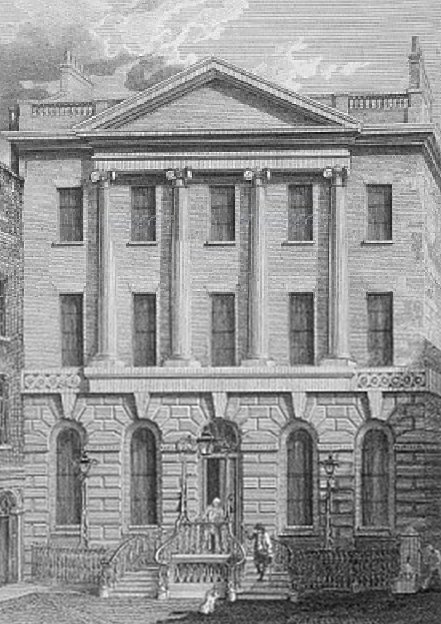
كانت الجمعية الودية لمكتب التأمين الدائم التي تأسست في لندن عام 1706 أول شركة تأمين على الحياة في العالم.

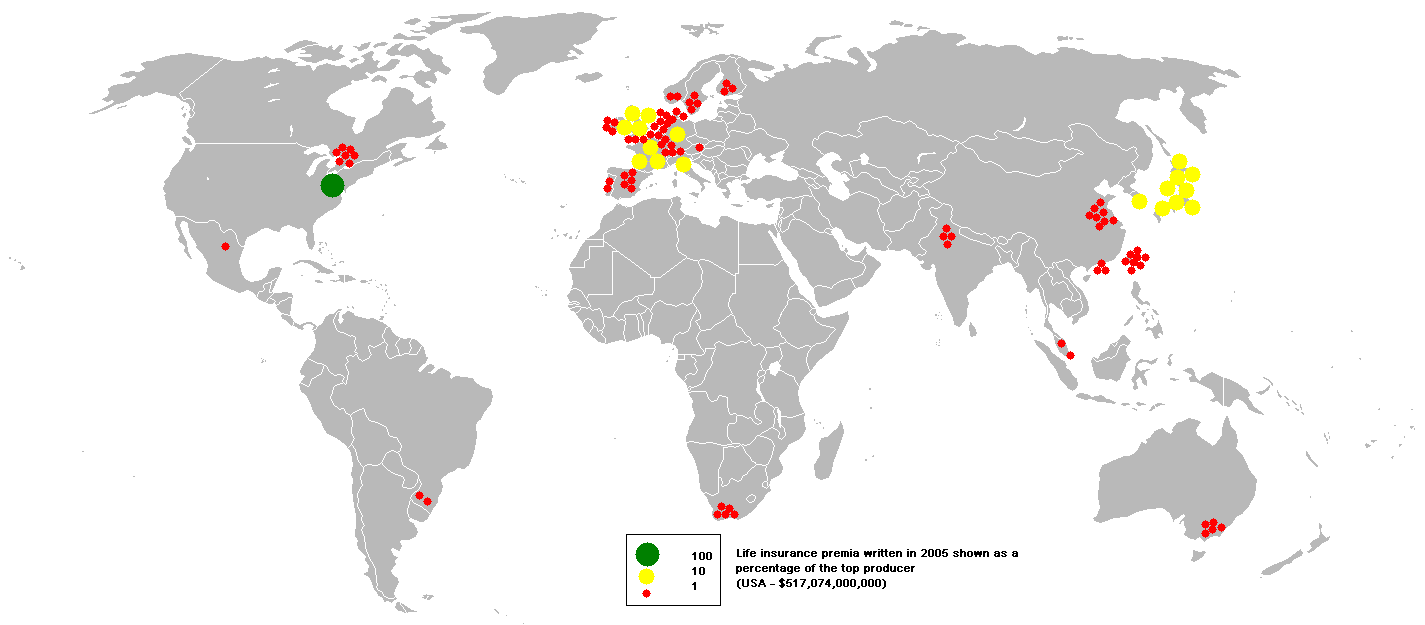
أقساط التأمين على الحياة المكتوبة عام 2005

الشكل المبكر من أشكال التأمين على الحياة يعود إلى عصر روما القديمة؛ إذ غطت «جمعيات الدفن» مصاريف الجنازة لأعضائها المتوفين وساعدت الأحياء ماليًا. أول شركة قدمت التأمين على الحياة في العصر الحديث كانت الجمعية الودية لمكتب التأمين الدائم التي تأسست في لندن عام 1706 من قِبل وليام تالبوت والسير توماس ألين. سدد كل عضو دفعة سنوية للسهم الواحد لكل سهم إلى ثلاثة أسهم مع مراعاة عمر الأعضاء الذين تتراوح أعمارهم بين 12-55. في نهاية العام وُزّع جزء من «المساهمة الودية» بين زوجات وأطفال الأعضاء المتوفين بما يتناسب مع عدد الأسهم التي يملكها الورثة. بدأت الجمعية عملها بعضوية مؤلفة من 2000 شخص.
وضع إدموند هالي جدول الحياة الافتراضي الأولى للتأمين على الحياة في عام 1693، لكن الوسائل الرياضية والإحصائية اللازمة لتطوير التأمين الحديث على الحياة كانت موجودة فقط في الخمسينيات من القرن التاسع عشر. حاول جيمس دودسون، عالم الرياضيات والخبير بشؤون التأمين، تأسيس شركة جديدة تهدف إلى دراسة تعويض مخاطر التأمين على الحياة على المدى الطويل بشكل صحيح، بعد رفض طلبه للانضمام إلى الجمعية الودية لمكتب التأمين الدائم بسبب تقدمه في السن. لم تنجح محاولاته في الحصول على ترخيص رسمي من الحكومة.
تمكّن تلميذه إدوارد روه موريس من تأسيس جمعية التأمينات العادلة على الحياة في عام 1762. وكانت أول شركة تأمين متبادل في العالم وكانت رائدة في أقساط التأمين حسب العمر على أساس معدل الوفيات التي شكّلت «إطارًا علميًا وتنمويًا لممارسة التأمين» و«أساس التأمين الحديث على الحياة الذي استندت إليه جميع مخططات التأمين على الحياة لاحقًا».
ومنح موريس صفة الأكتواري لكبير المسؤولين؛ في أقرب إشارة معروفة لمختص بالأعمال. أول أكتواري (خبير بشؤون التأمين الحديث) هو ويليام مورغان، الذي عمل من عام 1775م إلى 1830م. وفي عام 1776م، أجرت الجمعية أول تقييم متعلق بحسابات التأمين للالتزامات المالية ووزعت على أعضائها لاحقًا أول تعويضات رجعية في عام 1781م وتعويضات مؤقتة في عام 1809م. استخدمت الجمعية طرق التقييم العادية لموازنة المصالح المتنافسة. سعت الجمعية إلى معاملة أعضائها بطريقة منصفة وحاول المديرون ضمان حصول أصحاب البوليصات على عائد عادل على استثماراتهم. نُظّمت الأقساط حسب العمر، ويمكن قبول أي شخص بغض النظر عن حالته الصحية وظروفه الأخرى.
بدأت معاملات التأمين على الحياة في الولايات المتحدة في ستينيات القرن التاسع عشر. أنشأت الكنائس المشيخية في فيلادلفيا ومدينة نيويورك مؤسسة إغاثة أرامل وأطفال الوزراء المشايخ الفقراء والمنكوبين في عام 1759م؛ نظم كهنة الكنيسة الأسقفية صندوقًا مشابهًا في عام 1769م. وبين عامي 1787م و1837م، ظهرت أكثر من 20 شركة للتأمين على الحياة، لكن بقي أقل من نصفها. في سبعينيات القرن التاسع عشر، تجمع ضباط من الجيش وأسسوا جمعية المعونة المتبادلة للقوات المسلحة الأمريكية وجمعية المعونة البحرية المتبادلة، إذ استلهموا الفكرة من محنة الأرامل والأيتام الذين تقطعت بهم السبل في الغرب بعد معركة ليتل بيغ هورن ومن عائلات البحارة الأمريكيين الذين لقوا حتفهم في البحر.

## نظرة عامة

### أطراف العقد
مالك بوليصة التأمين هو الشخص المسؤول عن سداد المدفوعات عن بوليصة ما، في حين أن المؤمن عليه هو الشخص الذي يؤدي موته إلى دفع استحقاقات الوفاة. المالك والمؤمن عليه قد يكونان الشخص نفسه أو لا. على سبيل المثال، إذا اشترى جو بوليصة للتأمين على حياته، فهو المالك والمؤمن عليه. ولكن إذا اشترت زوجته بوليصة التأمين على حياته فهي المالك وهو المؤمن عليه. مالك البوليصة هو الضامن وهو الشخص الذي يدفع ثمن هذه البوليصة. المؤمن عليه هو مشارك في العقد، ولكن ليس بالضرورة طرفًا فيه.
يتلقى الشخص المستفيد عائدات البوليصة عند وفاة الشخص المؤمن عليه. يختار المالك الشخص المستفيد لكن لا يكون طرفًا في البوليصة. يمكن للمالك تغيير الشخص المستفيد إذا لم يكن في البوليصة شرط عدم تغيير اسم الشخص المستفيد. وعند غياب هذا الشرط يمكن إجراء أي تغييرات في اسم الشخص المستفيد أو تخصيصات في البوليصة أو اقتراض القيمة النقدية لكن تتطلب موافقة المستفيد الأصلي.
في الحالات التي لا يكون فيها مالك البوليصة الشخص المؤمن عليه؛ تسعى شركات التأمين إلى تقييد شراء بوليصات التأمين لأصحاب المصالح التأمينية. بالنسبة لبوليصة التأمين على الحياة، عادةً يكون لأفراد الأسرة المقربين والشركاء التجاريين مصلحة تأمينية. يعني شرط المصلحة التأمينية أن المشتري سيتحمل نوعًا من الخسارة في حال وفاة الشخص المؤمن عليه. هذا الشرط يمنع الناس من الاستفادة من شراء البوليصات المضاربة البحتة على الأشخاص الذين يتوقعون وفاتهم. وعند عدم وجود شرط المصلحة التأمينية؛ فإن المخاطر على عائدات التأمين نتيجة قتل المشتري للمؤمن عليه ستكون كبيرة.

### شروط العقد
قد تُطبّق استثناءات خاصة مثل بنود الانتحار، إذ تصبح البوليصة باطلة ولاغية إذا قام المؤمن عليه بالانتحار خلال فترة زمنية محددة (عادةً بعد مرور عامين على تاريخ الشراء؛ توفر بعض الولايات بندًا قانونيًا للانتحار لمدة عام واحد). أي تحريفات من قبل المؤمن عليه في الطلب قد تكون أيضًا سببًا لإبطال البوليصة. تحدد معظم الولايات الأمريكية فترة منافسة قصوى، وغالبًا لا تزيد عن عامين. فقط إذا توفي المؤمن عليه خلال هذه الفترة، فإن المؤمِّن له الحق القانوني في الطعن في الدعوى على أساس التحريف وطلب معلومات إضافية قبل أن يقرر الدفع أو رفض الادعاء. القيمة الاسمية للبوليصة هي المبلغ المبدئي الذي سيُدفع عند وفاة المؤمن عليه أو عندما تصبح البوليصة مستحقة، على الرغم من أن تعويضات الوفاة الفعلية يمكن أن تكون أكبر أو أقل من المبلغ الاسمي. تصبح البوليصة مستحقة عندما يموت المؤمن عليه أو يبلغ سنًا محددة 100 عام مثلًا.

## نوعان للتأمين على الحياة
1- تأمين على الحياة فقط، وهذا النوع يتضمن العقد أن تقوم شركة التأمين بموجبه بدفع مبلغ معين من المال إلى الورثة أو المستفيدون المسجلون في العقد في حالة وفاة صاحب البوليصة خلال فترة سريان العقد،(فائدة البوليصة تكون بتأمين الورثة لفترة زمنية محددة، وذلك بحصولهم على المبلغ المتفق عليه في حالة وفاة المؤمن عليه «رب الأسرة»، لتأمين احتياجات العائلة المعيشية ومواصلة العيش براحة واستقرار والحياة الكريمة من بعد وفاة المعيل «رب الأسرة»)
2- عقد يشمل التأمين على الحياة والادخار: بمقتضى هذا العقد تقوم شركة التأمين بدفع المبلغ المتعاقد عليه إلى الورثة أو المستفيدون في حالة وفاة صاحب البوليصة، أو تدفع لصاحب البوليصة مبلغا آخر متعاقد عليه في حالة وصوله سن 65 سنة مثلا، يكون بالنسبة له جزءا من معاش.
نظرا لاختلاف نوعي التأمين المتعاقد عليه، يكون القسط الشهري / الاشتراك الشهري الذي يقوم صاحب البوليصة بتسديده إلى شركة التأمين طبقا للنوع الأول أقل كثيرا عن القسط الذي يدفعه إذا أبرم عقدا من النوع الثاني الذي يشمل الادخار. وقد يزيد الأشتراك الشهري / القسط الشهري وذلك بإضافة أي من عقود الحمايات الإضافية مثل (الحوادث وبتر الأعضاء، الأمراض الخطيرة، العجز الكلي والدائم) التي تترتب عليها التزامات وتكلفات إضافية.